# Angeac-Champagne

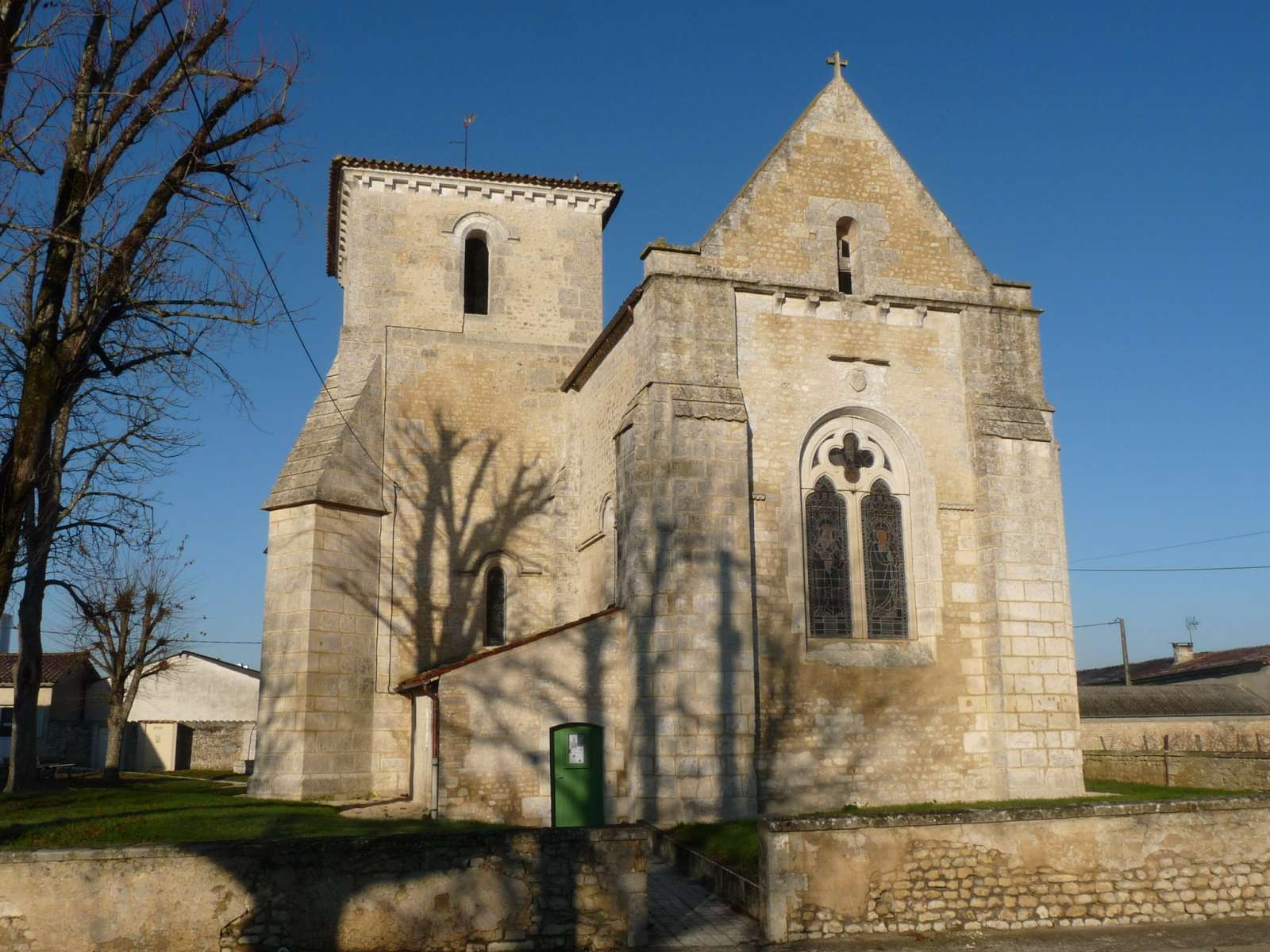
Kirche Saint-Vivien

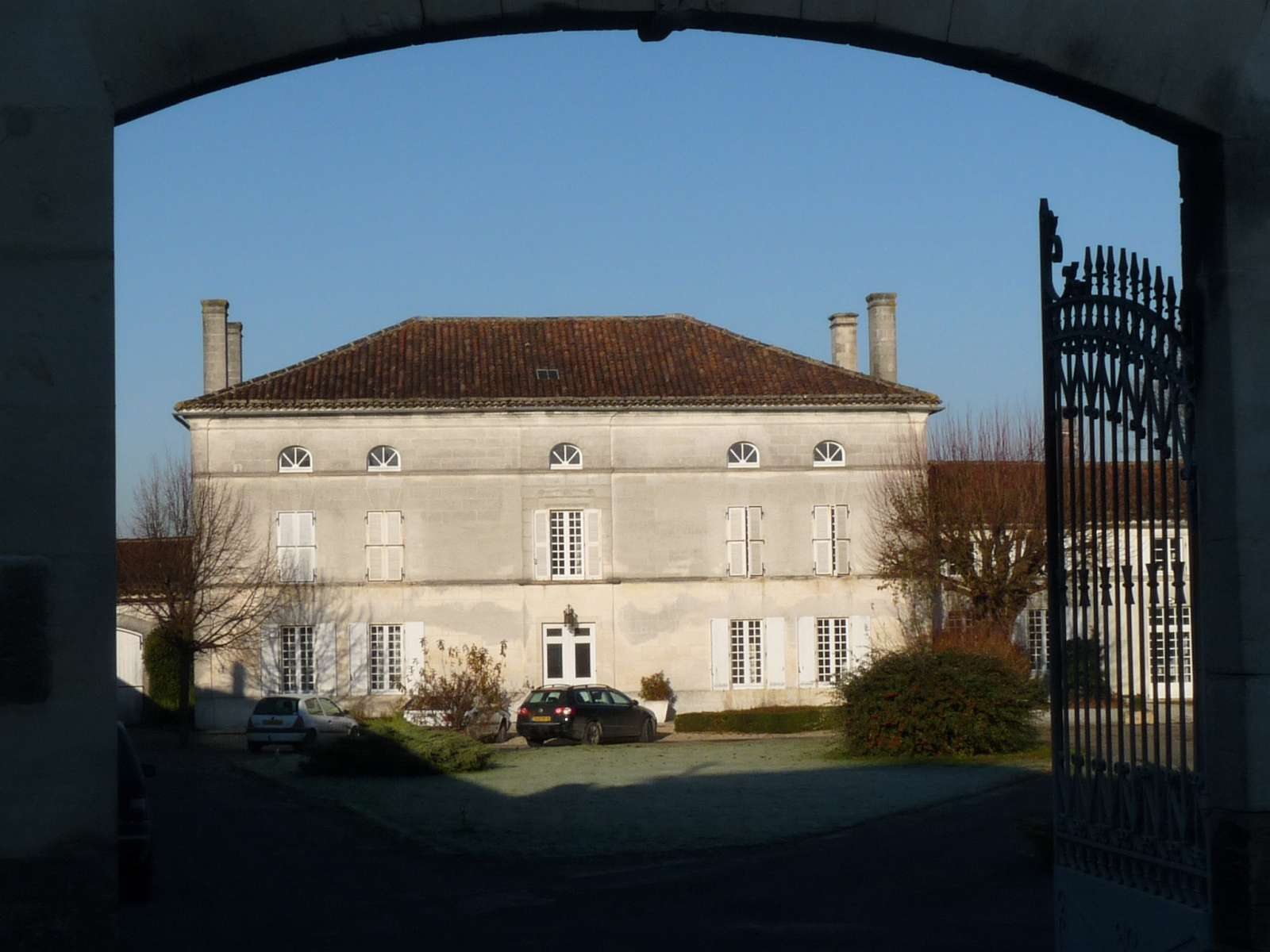
Logis d’Angeac

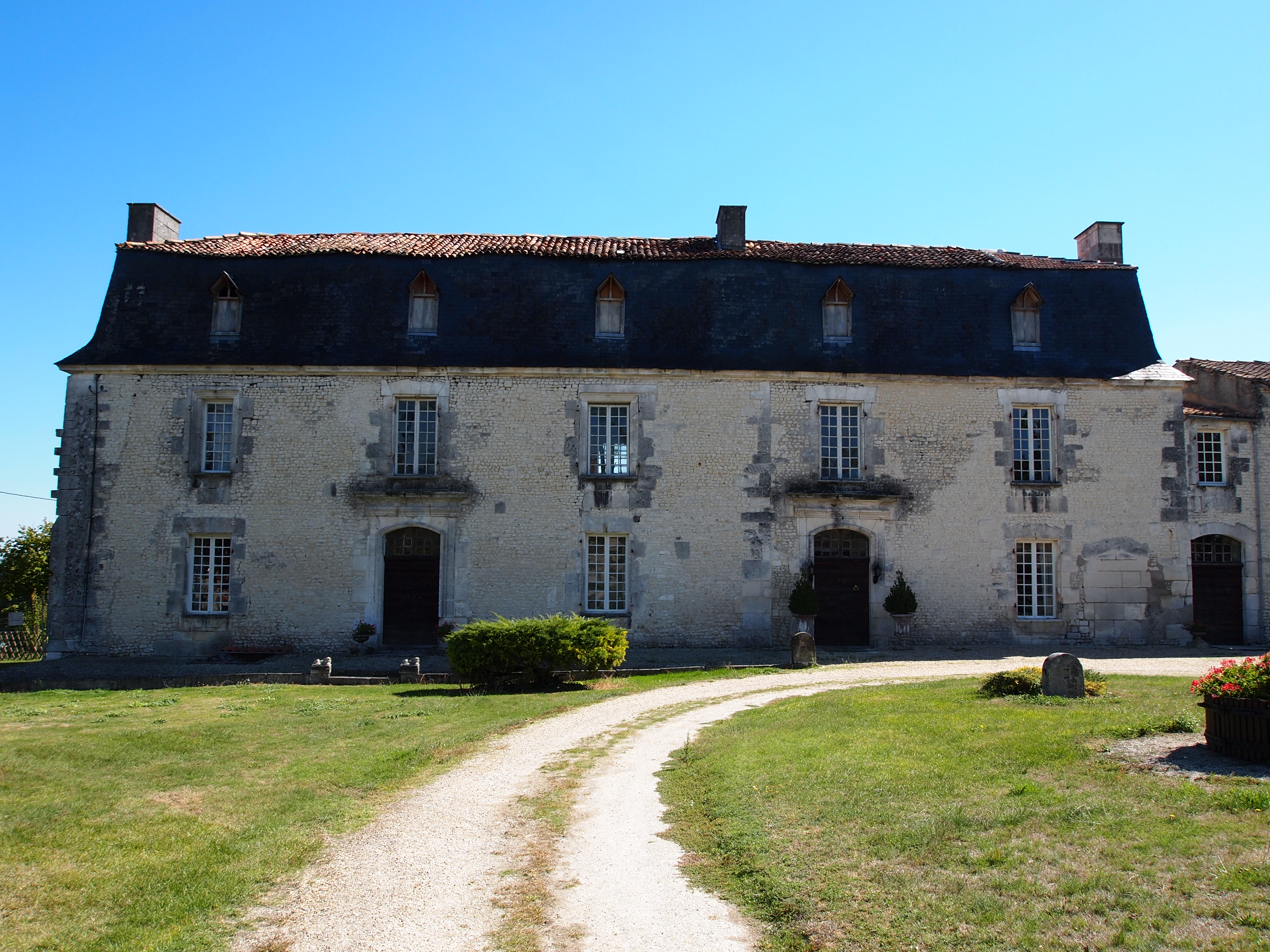
Château de Roissac

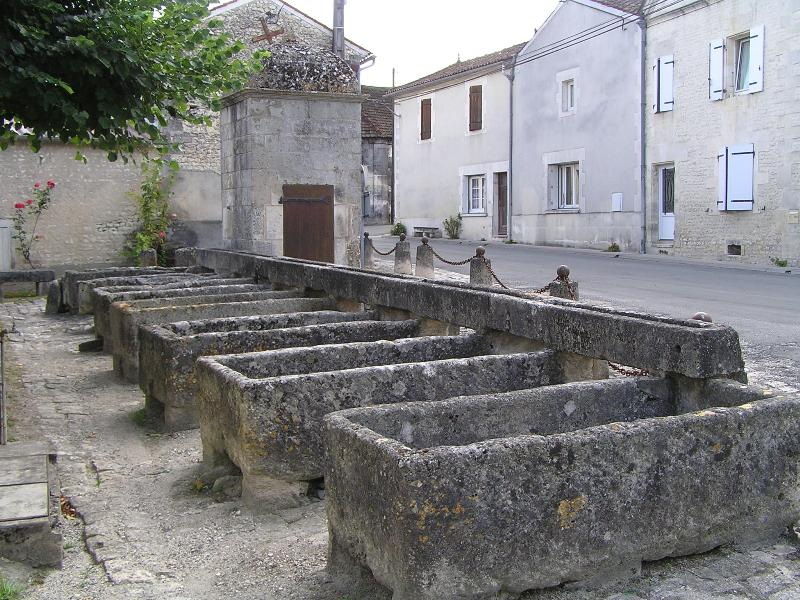
Waschplatz und Viehtränke

Angeac-Champagne ist eine französische Gemeinde mit 496 Einwohnern (Stand 1. Januar 2022) im Département Charente im Süden der Region Nouvelle-Aquitaine; sie gehört zum Arrondissement Cognac und zum Kanton Charente-Champagne. Der Namenszusatz „Champagne“ bezieht sich auf die Lage des Ortes in der Grande Champagne, dem besten Anbaugebiet des Cognac.

## Lage
Angeac-Champagne liegt etwa zwölf Kilometer (Fahrtstrecke) südöstlich der Stadt Cognac auf einer Höhe von 40 bis 70 Metern ü. d. M. Nachbargemeinden von Angeac-Champagne sind Gensac-la-Pallue (6,5 Kilometer nordöstlich), Segonzac (8,5 Kilometer östlich), Juillac-le-Coq (4,5 Kilometer südöstlich), Saint-Fort-sur-le-Né (4,5 Kilometer südlich), Salles-d’Angles (3,5 Kilometer westlich) und Genté (2,5 Kilometer nordwestlich).

## Bevölkerungsentwicklung
| Jahr      | 1968 | 1975 | 1982 | 1990 | 1999 | 2006 | 2016 |
| Einwohner | 489  | 470  | 439  | 473  | 499  | 494  | 509  |

Bei der ersten Volkszählung in Frankreich im Jahre 1793 hatte der Ort 315 Einwohner; Mitte des 19. Jahrhunderts stieg die Bevölkerung zeitweise auf über 900 an um nach dem Ende der Reblauskrise (ca. 1865–1885), die in nahezu allen Weinbauregionen Frankreichs einen deutlichen Rückgang der Bevölkerung zur Folge hatte, auf etwa 600 zurückzugehen. Nach dem Zweiten Weltkrieg waren es dann nur noch etwa 500 Einwohner.

## Wirtschaft
Die Landwirtschaft und vor allem der Weinbau spielten in den Dörfern der Charente immer schon eine wichtige Rolle. Während Getreide, Gemüse und Ölsaaten (Sonnenblumen) vorwiegend für den eigenen Bedarf angebaut wurden, konnte man mit dem Wein- (später auch Branntwein-) Export nach England, Schottland und andere Länder Nordeuropas gutes Geld verdienen, wobei sich allerdings die Weinbauern mit dem geringeren Teil des Verdienstes begnügen mussten. Heute gehört das Südufer der Charente bei Salles-d’Angles zur Lage der Grande Champagne innerhalb des großen Anbaugebiets der Cognac-Weine.

## Geschichte
Protohistorische runde Gräben befinden sich in den Ortsteilen Penchant de Lorimont und l'Houme, eckige in Les Chirons. Römische Villen werden in den Ortsteilen Les Puits d’Angeac und la Chabanne vermutet, ein mittelalterliches Haus in Les Branges. Reste eines Hauses, das auf die erste Hälfte des 9. Jahrhunderts geschätzt wurde, wurden 1904 gefunden, allerdings geriet der genaue Fundort wieder in Vergessenheit. Hierbei könnte es sich um den Hof „Andiacum“ handeln, den Ludwig der Fromme 796 (damals noch als König von Aquitanien) als eine seiner Winterresidenzen bezeichnete, in denen er aber nur jedes vierte Jahr sein werde, um deren Wirtschaftskraft nicht überzustrapazieren. Karl der Große selbst hielt sich bereits ein Vierteljahrhundert zuvor, im Juli 769, hier auf. Andiacum wird auch in einem Gedicht von Ermoldus Nigellus erwähnt.
Im Mittelalter war Angeac eine Niederlassung der Tempelritter, gehörte später zum Marquisat d’Archiac, das häufig die besitzende Familie wechselte. 1793 wurde die Gemeinde Angeac, die damals noch zum Kanton Salles gehörte, aus mehreren Weilern geschaffen. 1801 nahm Angeac den Namenszusatz Champagne an, um vom nahegelegenen Angeac-Charente unterschieden werden zu können, und wurde dem Kanton Segonzac zugeschlagen.

## Sehenswürdigkeiten
- Die Ursprünge der Pfarrkirche Saint-Vivien gehen auf das 11. Jahrhundert zurück, doch stammt der heutige Bau im Wesentlichen aus dem 12. (Turm und Langhaus), 16. (Strebepfeiler und Umbau zur Wehrkirche) und 19. (Fenster und Gewölbe) Jahrhundert. Das einschiffige Langhaus mit seinen schmalen Fenstern ist mit einer Spitztonne überwölbt und hat einen flachen Chorschluss mit einem Maßwerkfenster. Der Bau ist seit dem Jahr 1986 in die Liste der Monuments historiques[7]  eingetragen.
- Der Landsitz Logis d’Angeac stammt teilweise noch aus dem 16. Jahrhundert. Es wurde jedoch im 18. und im 19. Jahrhundert instand gesetzt bzw. umgebaut. Es ist ebenfalls seit 1986 als Monument historique[8] anerkannt.
- Das Manoir de Lorimont stammt aus dem 19. Jahrhundert. Es befindet sich in Privatbesitz und ist seit 1986 als Monument historique[9] eingetragen.
- Ein Vorgängerbau des Schlosses Roissac (französisch Château de Roissac) stammt wohl noch aus gallorömischer Zeit. Die Existenz einer mittelalterlichen Burg in Roissac ist urkundlich belegt. Das heutige Schloss Roissac mit seinem hochaufragenden Mansarddach stammt aus dem 18. Jahrhundert. Es wurde um 1830 umgebaut und ist seit 1989 als Monument historique[10][11] anerkannt. Der Bau befindet sich in Privatbesitz.
- Die Brunnenanlage in Roissac mit ihren in einer Reihe angeordneten steinernen Wasserbecken diente sowohl als Waschplatz (französisch lavoir) wie auch als Viehtränke (französisch abreuvoir). Sie wurde um 1850 erbaut und ist seit 1986 als Monument historique[12] eingetragen.
- Mehrere Bauernhäuser und Mühlen in der Umgebung sind ebenfalls von historischem Wert.[13]